# ときめきトゥナイト
『ときめきトゥナイト』は池野恋による日本の漫画作品、及びそれを原作としたテレビアニメ。『りぼん』（集英社）1982年7月号から1994年10月号まで連載された。
『Cookie』（集英社）にて、続編となる新シリーズ『ときめきトゥナイト それから』が2021年7月号から連載されている。

## 概要
江藤蘭世、市橋なるみ、真壁愛良の主人公3人による3部構成になっており、単行本全31巻（本編全30巻と完結編「星のゆくえ」）、文庫全16巻で出版されている。2011年11月からは全12巻の新装版（第1部のみ）が出版された。物語初期はギャグ要素の強い作品であったが、魔界の王子の謎などが本格的にストーリーに絡んでいくと同時にギャグ要素は薄まりシリアスな要素も増えていった。連載終了後も約1年半ごとに、第1部の番外編を掲載している（真壁夫妻のハネムーンと真壁家の帰郷は第2部）。また2002年よりキャラクターの名前と設定を大幅変更したリメイク作「ときめきミッドナイト」を連載していた（2009年完結、全9巻、文庫全6巻）。2013年より電子書籍で、デジタル彩色されたカラー版と通常（モノクロ）版がダウンロード販売されている。2021年3月時点で電子版を含めたシリーズ累計発行部数は3000万部を突破している。
2013年8月9日に『ときめきトゥナイト 真壁俊の事情』、2015年4月24日に『ときめきトゥナイト 江藤望里の駆け落ち』、2019年7月18日に『ときめきトゥナイト 江藤蘭世の宝箱』が発売。『ときめきトゥナイト 真壁俊の事情』は、宝島社「このマンガがすごい!」2014年オンナ編2位。

## あらすじ
第1部の主人公・江藤蘭世、第2部の主人公・市橋なるみ、第3部の主人公・真壁愛良、3人の主人公が織り成すストーリーである。3人のヒロインは、それぞれ能力を持ち、その能力に振り回されながらも様々な困難に立ち向かうことになっていく。『真壁俊の事情』は、俊を主人公にして、彼の視点から見た第1部の裏ストーリー。『江藤望里の駆け落ち』は蘭世の父・望里を主人公にした番外編ストーリー。

### 第1部（1巻 - 16巻）

#### 第1部前半 あけぼの中学校編（1 - 4巻）
吸血鬼と狼女を両親に持つ魔界の女の子・江藤蘭世は、同級生の真壁俊に片思いをしている。持ち前の変身能力を使って俊に接近しようとするが、俊の幼なじみの神谷曜子に邪魔されたり、両親に「人間なんかに恋するな」と注意を受けたり、蘭世に一目惚れした魔界の王子アロンが居候することになりと、蘭世の恋は前途多難である。蘭世は俊に近づこうと、積極アプローチするも、俊は「今のところ女には興味ねえな」と想いは届かず、ライバルの曜子と張り合う毎日。蘭世に一目惚れし、振り向かせたいと思ったアロンは、蘭世と俊の仲を、王子探しに呼ばれた魔界人を王子命令で使い走りにしたり、夢魔のサリを呼び、俊に夢で催眠をかけてサリを惚れさせたりと、あの手この手で妨害するなど、蘭世の恋は本当に前途多難である。
恋に浮かれていた蘭世だが、両親は魔界の大王レドルフから「人間界にいるはずの王子を探せ」と命令される。手がかりは、左腕に星型のあざがあることだけだった。

#### 第1部中盤 王子転生編（4巻 - 7巻）
王子探しが行き詰まる中、売れない小説家の父・望里の小説「スーパーマント」が昆竹賞を受賞し、ベストセラー作家に。話はトントン拍子に進み、「スーパーマント」が映画化される。映画の主役を「左腕に星型のあざがある男の子」でオーディションし、筒井圭吾が選ばれる。圭吾は蘭世に一目惚れして積極アプローチし、曜子に「筒井と蘭世のロマンスが進行中」とデマ情報を流され、芸能記者に追われるが、文化祭のイベント時に圭吾がステージから転落し、搬送された圭吾の実家である医院で俊と二人きりになった際、俊へ告白する。同じ頃、蘭世の弟・鈴世は、彼の実家の医院で入院している女の子・市橋なるみと出逢う。彼女は重い心臓病を患っており、手術を控えていて、死ぬかもしれない事を打ち明けるが、鈴世はなるみを励ます。
蘭世と俊はクリスマスイブの夜に、俊が星型のペンダントを蘭世へプレゼントするまでに進展する。幸せにひたる蘭世だが、死神ジョルジュから1983年12月25日の死神の死亡者リストに俊が入っていることを知らされる。だが俊は死亡するのではなく、赤ん坊に生まれ変わった。実は俊こそが探していた魔界の王子であったことが判明し、魔界を滅ぼす存在として大王から命を狙われることになる。蘭世は赤ん坊の俊と俊の母親である王妃ターナを守りながら、逃亡することを決意する。
アロンや死神ジョルジュに助けられながら、逃亡を続ける中で俊は少しずつ成長していた。だが俊の成長を待つ間に、王妃ターナが大王に捕らえられてしまう。ターナを救うため、魔界に乗り込んだ俊は、大王と直接対決を挑む。戦いの最中に俊は元の16歳に戻ったがその瞬間、魔界に太陽が現れ、魔女メヴィウスの水晶は吉兆を告げていた（新世紀という意味であった）。俊が不吉の象徴であるとの誤解は解け、蘭世達は大王と和解する。

#### 第1部後半 冥王復活編（8 - 12巻）
正式に魔界の王子となった俊だが、人間界に戻り江藤家で暮らし、俊と蘭世は相思相愛となった。クリスマスには蘭世の「わたしのことをどう思っているの、教えて」との問いかけにもキス未遂だったが応えていた。
一緒に暮らすようになり俊と一緒に過ごす時間が増える中、近頃よくみる奇妙な夢について考え込む俊を見て、蘭世は内緒で俊の夢の中へ入ることを思いつく。しかし蘭世は夢の中で、俊に呼び掛ける声の主（後の冥王）に腕を捕まれて捕らえられてしまう。夢の中で俊が目覚めてしまったことによって、ひとり夢の中に閉じ込められた蘭世は、真っ白な世界を迷いながら、俊と同じ夢を見ていたダーク＝カルロという人物の夢にたどり着く。ダークは驚くほど俊に似ていた。実はダークは二千年前の魔界の王子ジャン＝カルロの子孫であり、俊はジャンの生まれ変わり、また蘭世もジャンの恋人ランジェ＝エトルリアンの生まれ変わりだったのだ。
一方魔界では、二千年前に起きた双子の王子の戦争から魔界を救ったという、勇者ゾーンが復活していた。だがそのゾーンこそが、双子の王子の内の一人をそそのかして戦争を引き起こした張本人、冥王ノーゼだった。ジャンの残した手記で二千年前の真実を知った蘭世と俊は、協力者の望里、死神ジョルジュ、ダークと魔界を救うため冥界へ向かい、冥王との戦いに辛くも勝利を収めるがその代償は大きく、ダークは命を落とし、俊は魔界人としての能力を失ってしまった。人間同然になってしまった俊は、生き延びた冥王が魔界再攻略の準備を進めていることを知らぬまま、江藤家の自室に置き手紙を残し、蘭世達の前から姿を消してしまう。
俊はダークに瓜二つな容姿を見込まれ、ギャングのボスであるダークの代役としてルーマニアにいた。追ってきた蘭世は、俊を見つけた直後にカルロと対立するギャングの陰謀に巻き込まれてしまったが、俊は江藤ファミリーの活躍に救われ、日本に戻ることになった。

#### 第1部後半 5つの指輪編（12巻 - 15巻）
冥王に勝利し、一時の平和を取り戻した蘭世たちは、人間界で普通の生活を送るべく、俊、アロン、アロンの婚約者であるフィラ、押しかけた曜子と共に聖ポーリア学園高等部へ入学し高校生活を送る。俊は入学早々、ボクシング部を創部したが、部員が揃わないのに生徒会長の河合ゆりえの計らいで対外試合を行なうこととなった。相手の神風高校ボクシング部の企みにより、試合前に右手を亀裂骨折し、右手が使えなくなった俊だが、願い通り魔界の力を借りることなく人間として試合に勝利する。
人間として生きる決意をした俊は蘭世に別れを告げる。ショックを受け、気を失い倒れた蘭世に別れのキスをして、蘭世の元を去った。落ち込む蘭世だが、俊を追い自らも人間となった。だが冥王は再び魔界を支配するべく、世界を司る5つの石を集めていた。5つの石のひとつ、水の石を俊が持っていると断定して冥王は俊を待ち伏せ襲撃するが、俊の危機を察した蘭世が間一髪で加勢し俊を救う。俊は蘭世と抱擁し復縁のキスをする。
冥王との5つの石をめぐる戦いの中、俊と蘭世は天上界へ呼ばれ、ジャン・ランジェ夫妻と対面。そこで生命の神から冥王の野望から世界を救う使命を与えられ、魔界人としての力を取り戻す。
それからしばらくして、アロンは王位継承のため聖ポーリア学園高等部を退学し、魔界へと帰らなくてはならなくなる。送別会の席でアロンは、「王位継承の証とされる石を取って来なくてはならない」事を俊たちに明かした。俊たちの助けで、石を取る事が出来たアロン。アロンの王位認証式に現れた冥王に、俊は最後の戦いを挑む。4つの石を手に入れ圧倒的な力で魔界征服を謀る冥王の攻撃で、俊と蘭世を庇い魔界の大王レドルフまでもが命を落とした。父を討たれ怒る俊は、弟のアロンと共に冥王へ戦いを挑む。
だがその時、蘭世が冥王の前に立ちふさがり、そして現れた生命の神により冥王は倒れた。蘭世の無償の愛が魔界に平和をもたらしたのだった。

### 第2部（17 - 22巻・番外編）

#### 17 - 22巻
人間の女の子・市橋なるみは、蘭世の弟である鈴世と幼いころからの恋人同士であった。
なるみは蘭世と俊の結婚式で貰った花を紅茶にして飲んだことがきっかけで、超能力が芽生えてしまう。一方、鈴世は突然意識不明の状態に陥る。月の涙の力で回復はしたが、月の花の精チップルの策謀で二重人格者に変貌する(その後元に戻る)。そんな中、人気アイドル・安西二葉が転入して鈴世を気に入り、学校の内外にマスコミが押し寄せる。二葉を付け回すカメラマンが鈴世を写すが、写真に狼が写っていたり鈴世が写らないという現象が起き、その写真を見た超能力研究所の人間達は、鈴世が人間ではないと見抜き、鈴世の力を世界征服の野望に使おうと企てる。彼らはマスコミなどを使って鈴世達を追い詰め、遂には鈴世達が人間でない事がマスコミに知れ渡ってしまう。鈴世達は、なるみ以外の人間達から自分達の記憶を消して魔界へと帰って行った。
やがて人間界へ戻ってきた鈴世達は、月の花の異変によって存在が知られた「もう一つの世界」の手がかりとなる人物を探す使命を帯びていた。その人物とは、チップルと、なるみの義妹マナで、二人は妖精界の白妖精の王族だと判明する。なるみ達は白妖精を滅ぼした黒妖精達に戦いを挑むが、鈴世が皆を守るために黒妖精の王・ドゥーサの魔法を受けてしまった。鈴世はなるみの記憶を無くしてしまう。目覚めた鈴世は次期国王にふさわしい力を持っているとされ、王女ココと婚約する。しかし、鈴世の変調が人間界や魔界だけではなく地球全体に影響を及ぼすようになっていた。なるみの愛の力で鈴世は全ての記憶を取り戻し、再び黒妖精達に戦いを挑む。

#### 番外編
戦いを終えたなるみ達は高等部へ進学し、1学期を終了する目前だった。そんなある日の昼休み。二葉は主演映画の撮影に入る事をなるみ達に明かした。映画のストーリーは宇宙人を扱うものだったが、彼女はUFOの存在を信じていなかった。夏休みに入り、二葉は映画の撮影に臨む事に。ロケ地へ入った二葉は、相手役の俳優からモーションをかけられるが件の俳優は悪評高いプレイボーイで、しかも共演した女優の唇を片っ端から奪うという所謂「キス魔」であったのだ。
ある晩、二葉は散歩に出たが突如激しい光に包まれた。（本当の宇宙人が現れたのか）とおびえる二葉であったが、現れたのは、自身にそっくりな宇宙人の少女だった。二葉は彼女に事情を説明し、自身の仕事が「かなりハードなものである」事を告げるも、彼女は自身に変身して撮影に臨むと言った。
こうして、二葉と入れ替わりロケ地の宿泊先へ戻った宇宙人の少女。入れ替わりの事実を知らない俳優からキスを迫られるが、抵抗して彼の顔面に強烈なパンチを喰らわせた。激怒した彼から「傷害罪で訴えてやる!」と罵倒され、彼女は「あんな事をしたら 子供ができるじゃないッ!!」と怒りを爆発させた。彼女の星では、キスが性殖行為であったのだ。一部始終を目撃していた撮影スタッフは、パニックに。
翌日。TVのワイドショーで「安西二葉が相手役に暴行した」と報じられた。たまたま自宅でTVを見ていた、青柳幸太は驚く。実は以前から二葉の隠れファンだった幸太。相手役に怒りを覚えるも、彼が顔面を強打されて歯が折れるほどの大ケガだと報じられ二度びっくりする幸太。
俳優が降板し、新たな相手役がロケ地へと現れた。撮影が再開され、映画のハイライトシーンを撮影していた。彼女が目を光らせ、敵役を次々と倒してゆく。二葉を心配し、ロケ地へとやって来た幸太は(オレの知ってるあいつじゃない!)と直感した。そこに本物の二葉が現れ、「何か知ってるな!」と幸太に問い詰められ、事情を説明するもUFOの存在を信じていなかった彼女だったため、幸太は半信半疑。休憩に入り、監督に呼ばれた二葉（中身は宇宙人の少女）。いつもと様子が違う事を訊ねる監督。その時。突然不審な男に襲われ、腕を切りつけられる。スタッフに捕まり、覆面を剥ぎ取られる男。彼女を襲ったのは、例の俳優だった。傷の手当てをしようと腕をまくると、青い血が流れ出した。
病院に搬送され、手当てを受けたが変身が解けて眠る彼女。医師団も不審に思う。
病院へ潜入し、彼女を逃がした二葉。ベッドにいる二葉の姿に、驚く医師団。翌日のスポーツ紙には、「安西二葉に宇宙人説」と大きな見出しが。それからしばらくして、映画の公開にあわせて二葉のコンサートが催された。そこには、なるみたちの姿が。歌を歌う二葉。そこへ突如、大きな宇宙船が現れ、二葉と幸太を連れて行った。自分達に瓜二つな宇宙人達に驚く2人。宇宙船で幸太から愛を告白され、2人はキスした。地球へと戻った2人であったが、彼女達を待ち構えていたのは、「宇宙人説再び」と「熱愛発覚」だった。〔完〕

### 第3部（23 - 30巻・星のゆくえ）

#### 23 - 30巻
蘭世と俊の間に娘の愛良が誕生した日、千年に一度しか咲かない予言花が咲き、「生きとし、生けるもの、すべてのものに愛を与え、世界を救うことになるであろう娘」と告げる。愛良は七色に光る石を持って誕生した。
愛良が幼稚園に通うようになると、予言花が告げた潜在能力を見せるようになった。愛良が泣くと雨が降り、笑うと周りの者まで心が朗らかになった。やがて愛良の幼稚園になるみが赴任してくる。小学校の教師になった鈴世とは一見幸せそうに見えたが、死神の死亡者のリストになるみの名前が書かれていた。かって患っていた心臓病が再発したのだ。鈴世は幼稚園で倒れて入院したなるみに「2人で絶対生きていく」とプロポーズする。愛良と鈴世の力でなるみの命は助かるが、引き換えに鈴世は人間になった。
愛良は、同じペンダントを持っていた謎の少年・水上開陸に出会う。それから数年後、愛良は小学3年生になっていた。新しい力に目覚めた愛良はメヴィウスに魔界の大魔女になると言われ、彼女のもとで修業を始めることになる。そんな時、愛良は夢の中でどこかに幽閉された開陸と再会した。そこは一度入ったら二度と抜け出せない“無の世界”。開陸はそこに父と妹と3人で閉じ込められていた。そのため開陸は魔界人でありながら魔界人を嫌っていた。真相を確かめるために愛良は愛良の兄である卓と共に魔界へ向かう。開陸の父親は、実は王家の側近のアルドであり、王子（俊の父である元大王レドルフ）暗殺未遂事件に関わったとして反逆者の烙印を押され、無の世界に投獄されたというのだ。しかし無実を信じる愛良は過去への扉を開き真実を見る。冤罪を晴らした開陸親子だが、魔界には戻らず海外へ行くことになった。愛良は開陸と再会の約束をして別れる。
中学生になった愛良は、卓のサッカー部のコーチである新庄彬水と出会う。はじめはいがみ合っていた2人だが、愛良はやがて彬水に惹かれ始める。しかし、魔女には「感情で魔力がコントロールできなくなる」ということで恋愛はご法度だった。メヴィウスに諭される愛良だが納得できなかった。一方、ココは自分と卓の関係に悩み、気持ちを確かめに真壁家にやって来るがお互い素直になれない。家を出て行ったココを目の前にしてようやく素直になった卓だったが、ココは倒れてしまう。ココを助けるために夢の中に入っていった卓と愛良は、氷に閉じ込められたココの姿を見つける。必死で氷溶かそうとする卓だが苦戦する。溶けない氷に対処方法が見つからずに諦めかけた時、「素直になっていれば」と流した涙が、ココを氷から解放した。目を覚ましたココに、卓は改めて告白した。ココや彬水を巻き込んでも恋愛を認めないメヴィウスと愛良はついには対決する。最後には覚醒した愛良がメヴィウスに勝利。魔界に出入り禁止になってしまうが、恋愛をすることを認められた。

#### 星のゆくえ
高校生になった愛良は、彬水との仲も順調だった。ある時、愛良は彬水の過去が気になり魔界に調べにいくが、衝撃的な事実を知る。彬水は開陸だったのだ。水上親子が乗った船が転覆し、開陸は記憶を失い過去にタイムスリップしていた。孤児院で彬水と名づけられ新庄家の養子になっていた。彬水が高校生くらいに成長した開陸の姿に戻ってしまうと、愛良は彬水を失ったような気がして動揺してしまう。
その頃、人間界に異変が起こり、真壁家にメヴィウスがやってきて予言花の内容を告げる。それは七色に光る石を持って生まれた愛良と開陸の協力が必要不可欠だった。しかし彬水が開陸になったことを受け入れることのできない愛良は、真壁家を飛び出してしまう。家を飛び出した愛良を追いかけてきた開陸の行動に愛良は彬水を見る。開陸だったからこそ彬水に惹かれたのだと、ようやく自分の素直な気持ちに気づいた愛良は開陸と協力して地球を救う。

### 真壁俊の事情
真壁俊をメインにしたストーリーであり、前半は幼少時から小学生までの番外編。中盤から後半は第1部の裏ストーリーと第16巻以降の後日談を描いている。赤ん坊と一緒に魔界から追放され、記憶喪失となったターナが人間界の修道院で目覚めたことから始まる。シスターは亡くなった妹と甥に似ていると思ったことから、名前も思い出せないターナに華枝と俊と名付ける。修道院で助けられながら日々を過ごした華枝は、「自分も誰かの役に立ちたい」と看護学校へ行くことを決意する。ならば戸籍が必要だろうとシスターから養子縁組を勧められ、華枝と俊は真壁の苗字となる。俊が生後3か月になった頃、華枝は病院で居合わせた出産間近の椎羅と言葉を交わす。俊は騒ぎ出し、胎児の蘭世も椎羅の腹を何度も蹴とばした。

### 江藤望里の駆け落ち
蘭世の両親・望里と椎羅の出会いから結婚、蘭世の誕生までを描いた番外編ストーリー。蘭世の結婚式前夜。望里と椎羅は、出会った当時の事を振り返っていた。さかのぼる事数十年前。青年吸血鬼モーリ＝エトゥール（のちの江藤望里）は、吸血鬼族と狼族が犬猿の仲であることに疑問を持っていた。ある日、モーリは狼族の少女シーラ＝クレリー（のちの江藤椎羅）が仲間から乱暴されそうになっているところを目撃する。モーリがシーラを助けたことから、お互い種族から浮いた存在であることを知り意気投合する。こうして出会った2人は、村の外れにある隠れ家で密会するようになる。穏やかな日々を過ごすが、シーラは狼族の事情を打ち明ける。狼族は月に1度、自分で自分がコントロールできなくなってしまう時があるのだという。他の狼族には多少の理性は残っているが、シーラはその時が訪れると誰も手が付けられないほど凶暴になるため隔離されるのだという。自分が不完全であり幸せになる権利はないと泣き出したシーラを、モーリは抱きしめ励ますが、シーラの兄たちに隠れ家を嗅ぎつけられ、彼女は狼族村に連れ戻されてしまう。凶暴化したシーラは村に監禁されていたが、同族を攻撃し、助けに現れたモーリにも襲いかかる。モーリが吸血鬼の力でシーラの血を吸うと、毛むくじゃらの半狼人間だったシーラは、呪いが解けて美しい女性へと変化した。
モーリとシーラは惹かれ合うが、シーラに婚約者がいたことや、吸血鬼族と狼族には結ばれてはならない事情があり、2人の間には障害があることを知る。その昔、狼族の男性と吸血鬼族の女性が恋に落ち、周囲に反対されながらも結婚し、やがて子供を授かった。子供は世にも恐ろしい姿で生まれ、両親を食べてしまったという。こうした経緯から「狼族と吸血鬼族の血が交じると何が起こるかわからない」とされていた。モーリはシーラを愛しているが、過去の不幸な出来事を知り苦悩する。しかしシーラは、自分たちは「狼族の男性」と「吸血鬼族の女性」ではないとし、モーリと一緒になれないなら命を絶つとすら言い切った。2人は家族や魔界を捨てる覚悟を決め、ついに駆け落ちを実行する。
人間界の日本へと移住し、モーリとシーラは結婚式を挙げる。そこへ、王家に仕えるサンドが現れ、本来なら婚約者以外と結婚したことや勝手に人間界に住み着いたことは、厳罰に処されるところであったが、魔界の大王が結婚するため特別に恩赦が与えられるという。しかし、何らかの罰は必要であるとし、モーリとシーラの祖父母をはじめ数人の親族が「若い2人を許す代わりに自分達を封印してくれ」と申し入れた。さらに人間界に住むことを許可する代わりに、魔界と人間界をつなぐ「扉の番人」としての役目を与えられる。2人は、新たに「江藤望里」と「江藤椎羅」という人間の名前を与えられ、魔界の扉がある屋敷で暮らし始めた。月日は流れ、椎羅は子供を宿す。過去の言い伝えの世にも恐ろしい子供の誕生を不安がるが、望里と椎羅の間に生まれたのは、普通の女の子である「江藤蘭世」だった。

#### 江藤蘭世の悶々
蘭世は俊からプロポーズされた。幸せいっぱいの蘭世。江藤家の家族の前でハッキリと求婚された事にびっくりするも、俊の照れた顔を思い浮かべ更にその後。ついに俊と結ばれた事から思い出し笑いが止まらない蘭世。
しかし、自分よりも長く俊を思い続ける曜子にどう伝えようかと悩む蘭世。自身が働くスーパーへ買い物に訪れた曜子の顔を見ると、（やっぱり言えない!）と悩みが深まる。夜、電話で俊に事情を説明する蘭世。しかし、大喧嘩になってしまう。後日、俊から電話で謝られた。と同時に、「ちょっとつきあって欲しい場所があるんだけど」と言われ、指輪をはめてきて欲しいと言われる蘭世。翌日、俊と一緒に老人ホームへと向かった蘭世。彼から「おれとおふくろの 命の恩人がいるんだ」と告げられた。受付で面会を申し込み、部屋へと向かう2人。命の恩人とは、ターナ（華枝）と自分が魔界を追放され人間界にたどり着いた時に自分達親子を保護してくれたシスター真壁だったのである。
俊は蘭世を紹介した。シスター真壁は2人に「手を出して」と告げると、2人の手を握り「2人は 前世も夫婦だったのね」とまぶしそうに見つめる。感涙する蘭世。老人ホームを出ても、涙が止まらない蘭世。するとそこに、曜子がいた。蘭世の左手薬指にはめられた婚約指輪を見てショックを受け、逃げ出す曜子。話を聞いてと追いかける蘭世と俊。公園まで走ると、俊は周囲に誰もいない事を確認してから呪文を唱え、曜子を犬に変身させた。犬の曜子を捕まえ、噛み付かれながら俊にプロポーズされた事を告白した蘭世。
1人と1匹は同時に泣き出し、俊を困らせた。
気がつくと、元の姿に戻っていた曜子。いつの間にか帰宅していて、なぜか大粒の涙を流す蘭世の姿がよみがえり、さらに自分も涙が出てきて止まらなかった。
家路につく蘭世と俊。泣き過ぎて目が腫れている彼女に、俊は「あいつにもこれから本当の相手が現われるさ」と告げ、元夫（風間力）とよりを戻すかもしれないと言った俊。振り向きざま、蘭世にキスした俊。「気が済んだか?」と言い、夜道を歩く2人だった。

### 江藤蘭世の宝箱

#### 真壁夫妻のハネムーン
原作コミック17巻の冒頭2話の裏ストーリー。

#### 真壁家の帰郷
原作コミック19巻の終盤~20巻の冒頭部の裏ストーリー。
マスコミにスクープされ、窮地に追われた江藤家と蘭世たちは魔界に暮らす羽目になった。

## 登場キャラクター
声優は放送当時の芸名で表記。

### ヒロイン
江藤蘭世（えとう ランゼ）
声 - 原えりこ
第1部とそれからの主人公。1968年7月27日生まれ。獅子座。O型。
人間界で生まれ育った魔界人の少女。明朗快活で一途、思い込みが激しく妄想癖すらある。良くも悪くも他者に感情移入してしまう性格で、結果としてトラブルメーカーになってしまうことが多い。勉強とタマネギが苦手。噛み付いた相手（生物・非生物問わず）の姿に変身ができる（「かじー!」と言わないと、噛み付いても変身できない）。くしゃみをすると元に戻る。母親曰く「姿を吸い取るタイプの吸血鬼」、途中から父親に呪文を教わり母譲りの他人の夢に入り込む能力も習得している。名前の由来はフランス語で異邦人を意味する。
あけぼの中学入学初日に真壁俊に一目惚れする。前世のランジェ＝エトルリアン（二千年前の魔界の王子ジャン＝カルロの妻）に瓜二つである。聖ポーリア学園卒業後は、スーパーでパート勤めをしている。
21歳の誕生日に俊からプロポーズを受け、22歳で結婚、23歳で長男・卓を出産し母となる。第3部の後日談になる「それから」では、息子夫婦の卓とココ夫妻に孫娘のねねが産まれ祖母になる。さらにその後の番外編「いつもときめいて」では娘夫婦の愛良と水上開陸夫妻も出産間近である。
市橋なるみ（いちはし なるみ）
第2部の主人公。鈴世のガールフレンド。1977年3月1日生まれ。魚座。O型。
母を早くに亡くし、父と祖母との3人家族。心臓病で余命わずかという時に鈴世と出会う。手術中に亡くなる運命だったが、蘭世と鈴世が死神ジョルジュに頼んで命を救われる。その時に殺しても絶対に死なないような強い魂（曜子の魂）を少し融合される。
元々は普通の人間だが、想いヶ池の花を食べた（紅茶に花びらを浮かべ飲んだ）ことにより、人以外のものとの会話や、キスした物を操れる能力、人間の思考を聞き取る能力を得た。
鈴世とは幼馴染で大好き。ロマンティストかつ、明るく前向きな性格。中学では演劇部で、1年生では裏方専門だったが2年の時の新入生勧誘に二葉の指名で表舞台に立ち、文化祭では「ロミオとジュリエット」を2度主演した。絵も上手く、映画の画像に現れた黒妖精ドゥーサ（後述）の人相書を描いた。
成人後は幼稚園教諭になったが、心臓病が再発。一時は生命の危機に陥るが、鈴世と愛良の力で一命を取り留める。結婚後は2人の息子の母親になり、「星のゆくえ」で力が戻る。
真壁愛良（まかべ あいら）
第3部の主人公。蘭世と俊の娘。1994年9月9日生まれ。乙女座。B型。
魔界の大魔女になると言われている。
勉強は不得意だが、スポーツ万能で明るい女の子。感情によって局地的に天候を変える（主に雨を降らせる、雷を発生させる、機嫌が良いと快晴になる）能力や、時間を戻す能力を持つ。
まっすぐで向こう見ずでお節介な性格は母親似だが、彼女より気が強い。自分で人生を歩いていこうとする意志も強い。芯が強いゆえに自分の運命を受け入れることが出来ない時期もあった。師匠のメヴィウスとは魔女の掟について意見が対立し、原作の最終話で対決。大王アロンの計らいで魔界への出入り禁止になり大魔女の修行を中断していたが、『星のゆくえ』の一件後は運命を受け入れ、修行も再開した。
作者デビュー30周年記念の番外編「いつもときめいて」では開陸と結婚、出産間近である。

### ヒーロー
真壁俊（まかべ しゅん）
声 - 水島裕
1968年4月13日生まれ。牡羊座。B型。
口が悪くてぶっきらぼうな不良少年だが、母曰く「意地っぱりで照れ屋」な性格で根は優しい。母子家庭に育ち、将来はプロボクサーになって母親に楽をさせたいと願っていた。
実は、かつて王妃とともに追放された魔界の王子。1983年12月25日に覚醒、1度赤ん坊に戻って数か月ごとに4歳ずつ成長し、翌年夏に16歳に戻った。王子の印とされた左腕の星形の痣は人間時には消えていたため、江藤一家は覚醒まで王子だと気付かなかった。念動力・テレパシー（時々うっかり蘭世の心を読み、ばれて「エッチ！」と怒られる）・破壊エネルギー放射の他、魔界でも珍しい魔力だけで他者の傷病を癒す力を持つ。
転生前から蘭世を無意識に特別視していたが、転生後は自分を守り続けた蘭世と相思相愛になる。16歳に戻った8巻以降は、蘭世へ接近しようとするアロンやダーク＝カルロに対して、ライバル心と独占欲を表している。
一方、神谷曜子のことは転生前から鬱陶しいかつ相手にしていない（「問題外」とはっきり発言している）が友人としては大切に思っている。
前世は二千年前の魔界の王子ジャン＝カルロで、彼に瓜二つ。
蘭世へ対して、言葉で気持ちを伝えたことは本編では1度も無いが、口封じのキスや別れの抱擁など、態度で蘭世への気持ちを示している。
第2部ではフェザー級のチャンピオンになるが、魔界人の力を封じて人間として戦っている。第3部のヒロイン・愛良と卓の父であり、かつて散々泣かせた蘭世に頭が上がらない一面も見せている。
アニメ版では、俊が魔界の王子かもしれないというところで終了している。蘭世の変身を見たため殺されかけるも、彼女に助けられた。また神谷玉三郎からは「真壁青年」と呼ばれている。
『江藤望里の駆け落ち』に同時収録されている、『江藤蘭世の悶々』では、母親と赤ん坊の自分を保護してくれた修道女（後述）に、蘭世と結婚することを報告する。
江藤鈴世（えとう リンゼ）
声 - 室井深雪
第1部の主人公・蘭世の弟。なるみの幼馴染で恋人。狼男。1976年12月24日生まれ。山羊座。A型。
狼男で、走ると変身する（呪文「ココホレワンワン」で元に戻る。第2部以降は唱えなくなった。2人の息子も戻るときは同様の呪文を唱える）。成績優秀、頭脳明晰かつ、姉想いの優しい美少年。ガールフレンドのなるみが通う聖ポーリア学園初等部に転入する。当日、幸太らクラスメイトと共になるみを自宅に招き、将来結婚すると宣言した。
頭脳明晰、スポーツ万能で学校の人気者。
第2部で 安西二葉に言い寄られる他、後述するチップルの介入で、月を見ると女好きの軽い性格に変貌する一種の二重人格になってしまい、人格統合後は以前の優等生的態度のままなるみを呼び捨てに、蘭世を「あねき」、俊を「義兄さん」と呼ぶなどややくだけた性格になる。さらにドゥーサに魔法の粉を浴びせられ、他の記憶はそのままでありながらなるみに関する記憶と愛情を喪失した冷淡な人格に変貌するなど、劇中で三度も人格が変化しているが、結果としてなるみの尽力で安定を得る。成人後は小学校教諭になり、後に愛良のクラス担任となる。幼少時の宣言通りなるみと結婚し、2人の息子の父親になる。心臓病が再発したなるみの命を助ける為に人間になるが、『星のゆくえ』で力が戻り、子供達も狼男になる。
作者は当初、主人公の名前を「リンゼ」と決めていたが、フランス語で異邦人を意味する「エトランゼ」と語呂が合うため、「ランゼ」に変更した。
水上開陸（みなかみ かいり）
愛良が幼稚園時代に出会った少年。父アルドは魔界人で、魔界王子（俊とアロンの父レドルフ）の元側近。父が犯罪者として魔界から追放され、人間界に逃亡してきたことや、自分が魔界人であることを知らなかった。愛良の初恋の人。実はスタリオン星の生き残り（『星のゆくえ』より）。なお記憶を取り戻した後も新庄時の記憶が残っている。
新庄彬水（しんじょう あきみ）
卓の所属するサッカー部の鬼コーチでありながら、花屋でバイトをする優しい大学生。施設で育ち、新庄家に引き取られる。愛良を妹扱い→恋人同士となる。実は水難事故で記憶を失い6年前にタイムスリップした開陸であり、世界の危機の時に本来の開陸としての姿に戻って記憶を取り戻した（『星のゆくえ』より）。

### 江藤家・真壁家の人々
江藤望里（えとう モーリ） / モーリ＝エトゥール
声 - 安原義人
蘭世と鈴世の父親。1683年3月3日生まれ。魚座。A型。
吸血鬼で、無数のコウモリを操り、自身もコウモリとコウモリ傘に変身する他、超音波を発する能力もある。吸血鬼の常で、十字架 やニンニクが大の苦手だが、長年の人間界での暮らし故か、（かなり厚着する必要があるが）太陽光線を浴びても長期間吸血しなくても問題なく生命が維持できる。恐妻家だが、子供思いの優しい性格。魔界への入り口「あかずのとびら」 の番人で、人間界では売れない小説家。代表作・『スーパーマント』と『四界伝説（しかいでんせつ）』のほかにも、『アンブレラ殺人事件』というミステリー小説を出版し、ささやかだが原稿料が入った。魔界の大王の命令で、人間界にいるもう一人の王子を探す。
俊が王家と和解した直後、その騒動が元で人間界移住を希望する魔界人たちの為に人間界の予備知識を教える「大学」を開くが、初等教育レベルの「てらこや」までランクダウンの末に、予備校と勘違いした曜子に乗っ取られ「曜子大学院」にされてしまった。
自作小説『スーパーマント』が有名な賞を取り、映画化された時は一躍時の人となったが、映画は大失敗 した。
第1部後半にて、俊と蘭世及び二人の前世に起きた出来事の小説化を発起し、第2部で『四界伝説（しかいでんせつ）』という題で出版。売れ行きは不明だが、なるみは蘭世と俊の絆を改めて知り感涙した。第3部では孫たち（卓と愛良）が両親のロマンスについて知りたがった際、参考資料として薦めている。
自身が主人公の『江藤望里の駆け落ち』では、吸血鬼であるにも関わらず血が嫌いで女性が苦手である事が明らかに。現代風に言えば、「草食男子」である事が伺われる。
江藤椎羅（えとう シーラ） / シーラ＝クレリー
声 - 小原乃梨子
蘭世と鈴世の母親。1799年6月26日生まれ。蟹座。O型。狼女。専業主婦。朗らかだが、ややヒステリックでやきもち焼きな性格、怒るとかなり怖い。
当初、自分も吸血鬼である望里と種族を超えた駆け落ち結婚した経緯から蘭世の恋に猛反対する。アロンが蘭世を気に入ったことから、玉の輿を夢見てアロンと蘭世のカップル成立を画策し、アロンの惚れ薬を用いた計略を妨げた望里と喧嘩になったこともある。だが次第に態度は軟化しはじめ、もうひとりの王子が俊と判明する直前 からは、蘭世と俊を応援するようになる。夫とは喧嘩（というより椎羅が望里に一方的に暴力を振るっている）が絶えない反面、新婚時代と変わらない強い愛情で結ばれており、随所でその熱愛ぶりを披露している。
雨（雷雨）を操る能力、および他人の夢の中に入り込む能力（※「スマシタイマヤジオトイヨチ〜」という呪文。）を持っている。満月の夜には意思に関係なく狼に変身する他、怒ると耳と牙が生える局部的な変身をする。
夫・望里が主人公の『江藤望里の駆け落ち』では、半狼人間として誕生した事から、狼族では村八分に遭い、祖母・羅々だけが唯一の味方だった事が明らかに。
真壁卓（まかべ たく）
蘭世と俊の長男。1991年2月14日生まれ。水瓶座。O型。第1部で登場したダーク・カルロの生まれ変わりとも言われる。
20巻で登場。自分が生まれる前の母親に会っている。髪は祖母と叔父譲り。生まれた直後の息子を見た俊が、ダークの存在が頭に浮かび「卓」と命名する。まだ1歳にもならないのに、なるみ達に重要なキーワードを数度しゃべる。
ぶっきらぼうで口が悪いのは父親似小学生時代は野球のリトルリーグに属していたが、坊主は嫌なので中学からサッカー部に転向する。後に美しく成長したココに惚れ、高校卒業に同棲を始め、妊娠したことをきっかけに結婚をする。
真壁ねね
卓とココの娘。蘭世と俊の孫。2011年夏生まれ。
『いつもときめいて』では蘭世を「ばあば」、俊を「じいじ」と呼ぶ、天真爛漫な女の子に成長している。
江藤緋生（ひう）・江藤千綺（ちき）
なるみと鈴世の息子たち。
兄の緋生は祖父と伯母譲りの黒髪、弟の千綺は幼少期の鈴世に似ている。『星のゆくえ』の一件後に愛良と開陸のペンダントの力で狼男として覚醒する。
ペック
声 - 田口昂
江藤家で飼われている魔界のオウム。人と会話ができるほど言葉が達者。蘭世の変身の対象になることが多い。
第2部では妻・クックがいるが、ほとんど登場しなくなる（『真壁夫妻のハネムーン』等の番外編には登場している）。
父親の跡を継いで魔界のオウム村の村長になっていたことが『それから』で明らかになった。息子に村長を譲り、再び江藤家のペットとして戻ってきた。
ポテト
愛良の5歳の誕生日プレゼントとして、なるみから贈られた子犬。ポポの子供で、ポルカとポンチという兄弟がいる。ヨーコ犬の孫息子。愛良の良きパートナー。
自身が主人公の第3部番外編『ポテトのメリークリスマス』では、とある日のクリスマスの朝に目覚めたポテトは、サンタクロースに1日限定で人間の姿に変身させられる。慌てたポテトは、愛良に人間になった自身の姿を見られないように家をこっそりと抜け出す。街角で偶然出会った、原田まろんという少女とデートをする。
この少女の正体は愛良の友達、原田ユカの飼い犬であり、ポテトと同様、人間の姿に変身させられていたことが判明する。

### 神谷家の人々
神谷曜子（かみや ようこ）
声 - 冨永み〜な
蘭世と俊の同級生。1968年11月8日生まれ。蠍座。B型。
暴力団組長の娘。成績優秀。俊とは幼馴染かつ（自称）婚約者。当初、卑怯な手を使って蘭世を陥れようとするが、俊に自分や蘭世以外の女性が近づいてきたのをきっかけに、次第に蘭世との間に友情が芽生えた。
常に蘭世と俊を奪いあっていたが、1巻での蘭世の初変身時に噛みつかれKOされた以外は、3巻のボクシングでは蘭世の髪を引っ張り、8巻の曜子大学院でのケンカ、13巻で蘭世のおさげ髪を締め上げ、15巻のボクシング部送別会では蘭世を蹴倒し退けるなど、常に蘭世を圧倒していた。
カルロにも一時的に心を奪われていた。
人間でありながら、呪文でヨーコ犬に変身する（魔力を持つ魔界人だけでなく、人間がその呪文に相当する言葉を言っても変身する）。ヨーコ犬に変身している間は記憶がないため、英集高校を退学し聖ポーリア学園高等部に再入学。
優秀な頭脳を持つ反面かなり鈍感であり、幾度となく魔界絡みのトラブルに巻き込まれているにも関わらず、魔界と魔界人の存在および俊や蘭世の秘密に気づくことがなかった。
『江藤蘭世の悶々』では蘭世と俊の婚約を知り逃亡。ヨーコ犬の姿で結婚報告を聞かされる。
番外編では、突然現われた風間力と数週間でスピード結婚するも、新婚旅行中のアクシデントでスピード離婚する。しかし第2部では力に再度プロポーズされ、復縁した。
第2部では聖ポーリア学園の養護教員。第1話での蘭世の結婚式ではブーケトスで市橋なるみ（前述）と想いヶ池のブーケを奪い合い、もらったブーケで花占いをした後に花びらをヤケ食いしてしまい、翌朝にヨーコ犬を出産してしまった。
完結編後の番外編『いつもときめいて』では市会議員になり、国会議員を目指して精力的に活動している。
神谷玉三郎（かみや たまさぶろう）
声 - 滝口順平
曜子の父親。暴力団神谷組の組長。O型。左腕に、チューリップのタトゥーを入れている。
俊が通っている神谷ボクシングジムの経営者。妻・小夜子（さよこ）を早くに亡くしている。娘を溺愛、俊を神谷組の後継者にと思っている。一方では華枝にベタ惚れで、再婚したと俊から聞かされた時は倒れた。
職業柄血の気の多い部分もあるが、基本的に涙脆い人情家で家族愛の強い好人物であり、江藤家とも家族ぐるみで仲良くつきあっている。
番外編では、かつて妻を取り合った旧友である風間組組長と、「子供同士を結婚させる」約束を交わしていたが、先方の息子・力がその約束のことで訪ねて来るまで忘れていた。
アニメでの玉三郎は、俊からはジムの会長を務めていることから「会長」と呼ばれ、部下からは「社長」と呼ばれている。
風間〔神谷〕力（かざま〔かみや〕りき）
曜子の夫。1963年1月1日生まれ。山羊座。A型。風間組組長の長男。
第1部の番外編では、父親同士の取り決め とはいうものの、16歳だった曜子を気に入り結婚するが、極度の犬嫌いが原因でハネムーン直後に離婚（初夜に偶然呪文と同じ言葉を言ったため、曜子が犬の姿に変身してしまった）。
犬嫌いを克服して曜子に再度プロポーズし、めでたく再婚。神谷組に婿に入る。
神谷夢々（かみや むむ）
曜子の娘。風と双子。1994年9月10日生まれ（愛良の1日後）。乙女座。AB型。
母親と同じ眉毛が特徴。好きな卓を追いかける姿は母親譲り。母親の性格を120%引き継ぐ、騒がしくて自己中心的な性格。愛良とは、良きライバル兼親友。
神谷風（かみや ふう）
曜子の息子。夢々とは双子。1994年9月10日生まれ。乙女座。A型。
母親と同じ眉毛が特徴。大人しめで細かいことによく気が付く。愛良が好き。後に愛良が魔界人だと知るも、自分の心に留めている。将来は弁護士を目指している。
ヨーコ犬
想いヶ池の花を食べた曜子から誕生した超能力犬。曜子が変身していた時と違い凶暴な性格ではない。能力を失ったなるみとも会話が出来た。後に市橋家の雄犬ルンを婿に迎え、3匹の子犬が産まれる（力が曜子に再度プロポーズする直前のことで、訪ねて来た力は「犬が増えてる」と一瞬臆した）。雄のププ、ペペと雌のポポ。ポポは市橋家に譲られた。曜子がドゥーサに襲われた際には、夫や子供達と一緒にドゥーサを撃退する。
ルン
市橋家の飼い犬だったが、後にヨーコ犬と結ばれ神谷家へと婿入り。
曜子がドゥーサに襲われた際には、一家総出でドゥーサを撃退していた。

### 魔界王家（ウォーレンサー家）
ターナ＝フェリア＝ウォーレンサー / 真壁華枝（まかべ はなえ）
声 - 梨羽雪子
俊とアロンの母親。O型。
テレポートする能力を持っている。双子を出産したため、不吉な王子（俊）と共に人間界に追放され、想いヶ池に落とされ修道院に。人間界では以前の記憶を無くしており、自分達を保護してくれた修道女から、「真壁華枝」の名をもらう。以後看護師として、幼い俊を1人で育てていた。後に魔界に戻り、王妃の務めを果たす。普段は穏やかで心優しいが、芯が強く賢い性格。
俊と蘭世の結婚式に出席後は登場しなくなる。
アロン＝ルーク＝ウォーレンサー
声 - 鈴置洋孝 / 総集編 - 難波圭一
魔界の王子で俊の双子の弟。1968年4月13日生まれ。牡羊座。B型。
我がままで自己中心的で屈折しているが、本当は愛に飢えた寂しがり屋で、誰かに甘えたがっている。蘭世をはじめ、困ってる者を助けずにはいられないお人好しな面も目立ち、義理堅いところ もある。
禁断の書を探しに来た蘭世達と出会ったことがきっかけで、蘭世に一目惚れする。王子の地位を盾に蘭世に、あの手この手で結婚を迫るが失敗する。やがてフィラとお見合い後、婚約させられる。
俊とは、蘭世やターナ、王位継承権のことで対立することが多かったが、後に心を開き和解。俊がルーマニアから帰国後、江藤家敷地内に別宅 を構えて同居していた。
第2巻では、2学期の終業式を終えて帰宅した蘭世に、晩ご飯 を作っていた事から、料理上手である事が明らかに。上述にあるルーマニアでの一件でも、江藤家で留守番をしながら晩ご飯を作って待っていた。
父王レドルフの死後、魔界の王を継承する。先代よりも柔軟かつ寛大な思考や対処が多く、第3部で開陸の父・アルドが濡れ衣を着せられた事件の詳細を知らされた際には、「魔界人には悪い人はいない」と、粋な計らいをおこない、『星のゆくえ』では人間界の危機に際して多くの魔界人を派遣して救災活動にあたらせ、これを機会に正式に人間界との友好を結ぶ意思も示している。また、『それから』で結婚の許可のお願いに来た卓に対して「わたしの怒りを受ける覚悟はあるか」と物凄い剣幕で迫るが、その内容は「子供が誕生後に魔界の正装（マント姿）で魔界で結婚式を行う」ことであり、卓とココの結婚をあっさり祝福した。
アニメ版とは、顔、容姿、髪型が異なっている。これはアニメに魔界の王子が出ると聞いた作者が、意図的にキャラを変えたからである。
レドルフ＝エンバレン＝ウォーレンサー
声 - 田辺宏章 / 総集編 - 玄田哲章
魔界の大王にして、俊とアロンの父親。B型。
その立場ゆえ頑固かつ重厚な言動・思考が目立つが、追放した妻ターナを一途に愛し続け、息子たちに対しては親バカな家族愛あふれる人物で、意外とノリの良い剽軽な一面 もある。
「双子の王子は不吉」とする王家の伝説を信じ込み、妻と息子・俊を人間界に追放するも、後に和解。冥王が魔界を乗っ取ろうとした時には、冥王に洗脳される。冥王との最後の戦いの際、冥王の攻撃から俊と蘭世を庇い身代りとなり崩御する。
フルネームはコミックス22巻で初めて明らかになり、作中では第3部のみ使用。愛良が過去にタイムスリップした時、一緒に遊んだ。第1部では「大王様（一般）」「あなた（ターナ）」「おやじ（俊）」「父上（アロン）」と呼ばれていた。
フィラ＝ドリュー＝ウォーレンサー
アロンの婚約者。のちに妻となる。1968年10月15日生まれ。天秤座。A型。
普段は一途で淑やかな美女だが、怒るとメドゥーサに変身して目に付くものを手当たり次第石に変えてしまう（冥界人も逃げ出す程の恐ろしさ）。嫉妬深く、その矛先は専らアロンに向かう。彼に近付く女性には睨みつける程度だが、なぜか蘭世には殆ど睨まず、寧ろ将来の義姉妹として親しくしていた。冥界が侵略した際は、アロンとその前世アレンを利用された怒りから逆襲を仕掛け、石化で多くの冥界人を捕え、冥王に操られて俊を殺しかけたアロンを止める大活躍をした。
蘭世達と共に聖ポーリア学園に通った後、アロンの即位と同時に結婚して王妃となる。第1部最終回後の番外編で、おめでたが判明（この時に妊娠していたのが、長女・ココ（後述）である。）。俊と蘭世の結婚式の日、想いヶ池の花のブーケを蘭世に贈る。
ココ＝ティナ＝ウォーレンサー/ 真壁ココ（まかべ ここ）
アロンとフィラの娘。愛良と卓の従姉。1986年5月31日生まれ。双子座。B型。
我がままな王女様。わずか5歳ながらイイ男に目がなく、鈴世がお気に入り。なるみをライバル視している。無理やり鈴世と婚約しようとするなど、第2部では憎まれ役。
成長後は我がままだった子供時代の反動（本人談）か内気な性格になった。鈴世への想いを吹っ切り、卓を好きになるが、歳の差から素直になれない。
『星のゆくえ』で卓の高校卒業に合わせて同棲を始め、その後妊娠が判明する。『それから』では卓と結婚をしており（生活拠点は人間界）、長女・ねねを出産する。
レオン＝パドック＝ウォーレンサー
アロンとフィラの息子。魔界の王子様。ココの弟で愛良と卓の従兄弟。1991年8月1日生まれ。獅子座。AB型。
二重人格で世渡り上手。愛良を気に入っている。外見は母親そっくりだが、中身は父親以上の食わせ者。一時は真壁家に居候していた事も。完結編後の番外編では、紆余曲折を経て夢々にプロポーズする。『いつもときめいて』では、夢々と順調に交際している。
ジャン＝カルロ＝ウォーレンサー
2千年前の魔界王子（長男）。弟・アレンと狩りをしている最中、自身の馬がはぐれ捜していた時に知り合った魔界人の娘・ランジェと知り合い、愛し合うようになる。O型?
彼女には魔界王家の王子であることを明かしていなかったが、ふとした事で知られてしまい、身分差を理由に身を引こうとしたランジェにプロポーズ。父大王（当時）に反対されると「認めてくれないのなら（王家を）出て行きます」と宣言。
その直後に父大王が倒れ、長くない事を告げられたと同時に結婚を認められる。挙式直後の戴冠式の最中、西の魔女（当時）が現れ、彼女の水晶玉に「不吉だ」との兆し が現れたように見せかけていたが、へガーテ（後述）が見破った事とその直後に魔界人に扮した冥王が、アレンがランジェを連れ去った事を告げたことから、弟が彼女に横恋慕していた事を知り、争いとなる。同じ頃に、へガーテが樹液の元となる樹を見つけ、魔法で燃やした。
それと同時に冥王の体が発火・炎上し、体から抜け出た冥王の実体を追い、冥界へと向かった。壮絶な戦いの末、冥界への通路を凍結、凍らせて封印した冥王の実体を持ち帰り、ランジェと再会を果たすも瀕死の重傷を負う。ランジェの懸命な介護で怪我は回復したものの、魔界人としての能力を失ってしまう。その事をランジェに打ち明け離婚を切り出すも、「私も一緒に行く」と告げられた。それからしばらくして、ランジェと2人魔界を去り、ルーマニアへと移住。表向きには夫妻とも若くして亡くなったことにされた。
のちにダーク＝カルロの祖先である事が明らかに。
アレン＝ルーク＝ウォーレンサー
2千年前の魔界王子（次男）。兄・ジャンとは非常に仲が良かったが、ジャンが自分に内緒で恋人を作っていたことに怒りと不快感を覚え、その恋人・ランジェに横恋慕し、冥王に唆されてランジェばかりか王位を狙うようになる。戴冠式当日、騒動にまぎれてランジェを拉致。ジャンと争いになるが、冥王が炎上し樹液の効き目が切れたと同時に倒れた。
兄に代わって大王に即位した後は、自らの汚点である冥界侵略の事実を隠蔽・抹消、結果として魔界王家の双子王子伝説を生む一端を作った。一方で、兄が事実を記した書物の存在を示唆する書物も遺していた。
ランジェ＝エトルリアン
2千年前の魔界人（種族は不明）。魔法でヘアスタイルをアレンジしている最中、パーマ（カール）をかける魔法が失敗して自身の髪が焦げるアクシデントに見舞われたところを、ジャンに見初められる。A型?
その事がきっかけとなり、ジャンと愛し合うようになるがふとした事で彼の身分を知り、身を引こうとするも「わたしが妻にするのは お前しかいないのだ」とプロポーズされた。
彼の父大王から結婚を反対されるが、大王が病に倒れた事がきっかけで結婚を認められた。挙式直後の戴冠式での騒ぎの中アレンに拉致されるが、ジャンが助けに現れ危機を脱する。
後にジャンが魔界人の力を失った事で離婚を切り出されるが、それを拒み彼と運命を共にすると告げた。人間になるため、へガーテの元を訪ねその事を明かすと自身に「子ができておる」と告げられた。自身が人間になってもお腹の子供は「魔界人のまま」であると言われ、それでも良いと生む事を決断。ジャンとともにルーマニアへと移住した。

### その他の魔界人
サンド
声 - 田中秀幸
霧を操る魔界人。魔界と人間界を繋ぐ使者。A型。
椎羅やアロンの我がままに振り回されている苦労人。いきなり人を驚かせるのが趣味で（「ばあ！」と現れる。）、驚かないと拗ねる。字が下手。
アロンが惚れ薬を用いて、蘭世を自分のものにしようとした件では、無意識に涙を流していた蘭世に驚く望里の姿にもらい泣きし、アロンの策略を望里に話した。兄弟が6人いるが、第3部で甥のイッチが1度だけ登場する。
ジョルジュとは友人で、王家や江藤家の事情を色々喋っている。2人の名前はジョルジュ・サンドから命名されている。
望里が主人公の『江藤望里の駆け落ち』では、駆け落ちが大王の成婚による恩赦で許されたことと、「“扉の番人”」の仕事が与えられた事を伝えにやって来た。ちなみに当時はセミロングヘアだった。
サリ / 吉岡沙梨（よしおか サリ）
魔界に住む夢魔。彼女が書いた脚本を相棒の魔界羊・ルルが食べ、その通りの夢を見せ（見せられた本人に事実と思い込ませることもできる）記憶を操作する。
俊の幼馴染として蘭世達のクラスに転校してきたが、俊の記憶を捏造してサリに惚れさせ、蘭世に俊を諦めさせるようにというアロンの命令を受けていた。一時はその目論見通りになりかけたが、事前にアロンの計画を知っていた望里が与えたヒントと、「小学校時代の集合写真にサリが写っておらず、当時の担任も彼女を知らなかった」と曜子から告げられたのをきっかけに、蘭世はサリの正体を調べ計画は露呈した。魔界へ帰る間際に、いつの間にか俊に惹かれてたような言葉を残して行った。後に蘭世と親友になる。
7巻では魔界滅亡のデマで魔界人が人間界へ逃亡した際に江藤家で蘭世と再会。8巻で蘭世が俊の夢に閉じ込められた際も、魔界王家から相談されている。
蘭世が冥王に偽の魂を食べさせられ半ば洗脳された時は、俊を彼女の夢に入れることで協力した。夢の脚本の能力は、サリやルルが読めない言語を写しても有効なため、2千年前の王家の秘密を解く際に大活躍する。
第3部では、死神のジョルジュと結婚。妊娠中の身を押して、愛良たちがなるみの延命のため「夢幻の砦」 に行く助力をした。
メヴィウス
魔界の魔女。魔術だけでなく医学薬学・占い・歴史学等多くの才能を持っているため、魔界の王家に信頼されている。一見陰気だが、その実かなりノリのよい剽軽な性格。
俊とアロンを生んだ直後のターナを、記憶を消して俊と共に追放。後に大王による俊の捜索に協力する。
魔女仲間との会合の際、先達魔女ヘガーテの霊からの警告で「双子の王子」の伝説の真実に迫るが、王家への伝達は冥王の妨害で遅れた。
第3部では愛良の師匠。
かつて、「無の世界」の王と恋仲だった。
望里が主人公の『江藤望里の駆け落ち』では、はるか昔に吸血鬼族と狼族に起きた悲劇をサンドを通じて望里に伝えた。その後、椎羅との駆け落ち結婚で彼女が妊娠・出産する際には、助産婦として活躍。
ジョルジュ
魔界に住む死神。O型。
江藤家の地下とは別の通路「死神トンネル」を通って人間界に来ては死んだ人間の魂を獲り、魔界人の栄養源として調達している。蘭世たちが住むほのぼの町を担当しているらしい。なるみの魂を獲るはずだったが、蘭世と鈴世に泣き落とされて助ける。以降、蘭世達の最大の協力者となり、蘭世や俊が魔界の王家に命を狙われた時はわざと俊の転生を報告せず（この時も俊の魂を獲る予定だった）、密かに王家の動きを伝えるなどして助けてくれた。冥王との戦いも、蘭世と俊に同行している。
蘭世たちを魔界にある自身の家に連れて来た際、望里と椎羅の結婚で、蘭世と鈴世が誕生した事が「あまり類のない異種族同士の結婚」という事で、江藤家が魔界中の有名人である事を教えた。
その後、死神業の人事異動で魔界の給食センターに転勤。魔界人のために、魂を使った献立作りをしているが、様子を見に来たサンドに不満を漏らす場面がある。
勇者を装った冥王が偽の魂を流通させた際は、職を奪われた悔しさから偽の魂を調べ、冥王の陰謀を暴く切っ掛けを作る。
（俊以外で）蘭世から唯一キスをもらった人物。
第2部では蘭世が月の花について案内を頼みに来た際、連れて来たなるみに再会。当時を思い出し密かに感慨に浸った。
第3部では、夢魔のサリと結婚。なるみが江藤家から帰ってすぐに愛良たちの前に現れ、彼女の名前が死亡者リストに載っていることを告白。その際も、魔界の掟に背いてなるみの命を救った事を振り返っていた。
ジョエル
ジョルジュとサリの息子。『それから』に登場。
へガーテ
2千年前に活躍していた大魔女で、ジャンに協力して冥王の陰謀を暴き封印した。千年前に亡くなっているがメヴィウスの項にあるように彼女達の会合の際に霊が現れ、「歴史は繰り返す」と警告した。
冥王との戦いに向かう直前、俊たちの前に現れ冥界への道のりを教えてくれた。
グッディ＝ウッディ
2千年前の祖先同様、現在も冥王に従っている、西の魔女。
メヴィウスよりも若く、魔女（魔界人）には珍しくスクーターを乗り回している。
くすぐられるのに弱く、それでヨーコ犬に逃げられたりメヴィウスに拷問されたりしていた。人間界で捕えられた後に洗脳された。
リダ
大王夫妻の肖像画を献上するため、魔界城を訪れた画家の先生。その際。肖像画を見ていた蘭世と俊を一目見て驚き、自身のアトリエへと招き、2千年前に自身の先祖が描いた、幻の大王夫妻（ジャンとランジェ）の肖像画を見せた。
モンモン
魔界の怪鳥。望里の小説を映画化した『スーパーマント』の撮影場面で登場。
涙もろい性格で、冥王に魔界が乗っ取られた際には他の魔界人と共に江藤家へ避難していた。
ジョスリン
狼男の父と吸血鬼の母の間に生まれた子供。恐ろしい姿で生まれ、両親をかみ殺してしまう。その後自分自身も死んでしまうが成仏できず、同じ境遇でありながら普通に生まれてきた蘭世（と誕生前の卓）に取り憑こうとする。最終的には浄化され、両親の魂と共に天上界に上っていった。

#### 江藤家の関係者
羅々（らら） / ララ＝クレリー
声 - 峰あつ子
椎羅の祖母。普段は「ご先祖のとびら」内の墓で眠っている。この状態を江藤家では「隠居中」と言う。
蘭世が俊を庇って椎羅に噛まれ、昏睡状態になったのを回復させるも、それに伴った狼の耳と尾が生える症状は彼女には治せず、禁断の書 というヒントを与えるに留まる。アニメでは、自分で魔界図書館へ行き、調べた呪文を唱えて蘭世を元に戻した。その後しばらく椎羅の頼みで蘭世と俊を監視していたが、次第に影ながら2人を応援する。俊が好みのタイプの様子。彼女の傾向は、孫（椎羅）や曾孫（蘭世）に受け継がれている。
冬馬からは「羅々ちゃん」と呼ばれている。
第2巻で蘭世の危機を救うべく狼に変身するが、高齢のため弱々しい体に。
孫娘婿の望里が主人公の『江藤望里の駆け落ち』では、時間を止める魔法を使い2人の駆け落ちを後押しした。
椎羅の父 / クレリー家当主
椎羅の父で、クレリー家 の当主。狼族村の実力者。
椎羅の半狼を治した望里に感謝し、祝宴に招く。その後、椎羅とエドワード（後述）の縁談を進めるも、彼女が望里の下へ走った（家出した）事を知り追手を放つも羅々が時間を止める魔法を使い、駆け落ちさせた事で失敗。
エドワード
家同士が決めた、椎羅の婚約者。椎羅いわく「顔は悪くないんだけど ただの筋肉バカ（つまり体育会系）」。
半狼が治り、美しい女性へと変化した椎羅に喜び「これなら愛してやることもできる」と言い寄る。
椎羅が家出して例の隠れ家へ行き、望里と駆け落ちしようとしている事を知り、クレリー家の追手と共に隠れ家へと向かうも、羅々の魔法により止められ逃げられてしまう。
トーマス＝エトゥール / 江藤冬馬（えとう トーマ）
望里の祖父だが、人間界では望里の兄と名乗っている。隠居中だが時たま呼ばれなくとも出てくる。プレイボーイで多妻。望里曰く「頭は良いが派手好きで目立ちたがり、そして女に手が早い」「いつも素晴らしい提案をしては問題を起こして帰ってゆく」。『スーパーマント』の映画の大失敗の元凶。気に入らない事があるとすぐ「お墓に帰る」と、ヘソを曲げる。
俊が引っ越した日（赤ん坊の姿になって、蘭世とアパートに身を潜めていた。）に、曜子とアロンが江藤家を訪ねてきた際、「蘭世は かけおちしたらしい…」と吹き込んで、二人が結託して事に首を突っ込む事になり、望里と椎羅に責められた。
2千年前の王家の秘密を解く際はサリの能力を使う提案をした。
望里が主人公の『江藤望里の駆け落ち』では、「2人の仲を認める代わりに、自分達を封印して欲しい」と大王に申し出た。
オーソン＝エトゥール
望里の高祖父で、登場した中で最も前の代の先祖（隠居中）。江藤家の地下室入口には彼の胸像がある（胸像の鼻の穴に指を入れると、出入りできる仕組みになっている。）。
厳格な雰囲気で、望里が王家への忠誠と蘭世の気持ちの間で葛藤した際は前者を最優先する様に説いた。覚醒した俊を匿った際は渋々協力。
キートン＝エトゥール
望里の曽祖父（隠居中）。人間の女性を同族化して娶ったため、蘭世達の人間との恋愛には容認的。チャップリンとロイドという三つ子の兄弟がいたが、キートン以外は故人（隠居ではなく死亡）。
アーサー＝エトゥール
望里の父で魔界・吸血鬼村の村長。家系図と、冥界人に操られた場面のみ登場。
カール＝エトゥール
望里のはとこ。『江藤望里の駆け落ち』に登場。
冬馬同様プレイボーイ。長く独身を通している望里を心配し、「早く結婚して 子孫を残せ」と諭すが、肝心の望里から「エトゥール家は君にまかせるってのは だめ?」と告げられるが、直系じゃない事を理由に断る。

### 妖精
市橋マナ（いちはし マナ）
なるみの義妹（なるみの父の再婚相手の連れ子）。1980年4月21日生まれ。牡牛座。O型。
意地っ張りな性格。実は妖精界の女の子でチップルの従妹。なるみとは本当の姉妹のように仲が良い。
チップルが市橋家を訪れた際、2人同時に妖精の証である羽根が生え、母を驚愕させた。
成人後もチップルとの約束を守り続け、ずっと彼を待っていた。
チップル
月の花の精。1976年9月18日生まれ。乙女座。A型。
なるみが月の涙を取りに来た際に、月の涙に細工をし鈴世を二重人格にした。なるみにちょっかいを出して困らせ、留学生と称して彼女達のクラスに転入までしてくる。実は妖精界の王子で、小さい頃に魔界に逃がされ月の花に育てられた。なるみに近付いたのは月の花が予言した「故郷を見つけてくれる少女」と直感したため。後に妖精界の王となる。

### 蘭世・俊の友人
小塚楓（こづか かえで）
声 - 小林優子
蘭世のあけぼの中学校での親友。A型。
聖ポーリア学園高等部で、あけぼの中学のクラスメートだった蘭世、俊、曜子と再会するが、蘭世達は俊の覚醒や冥王の侵略の間、学校に通っていなかったため、学年は楓の方が2学年上になっている。
鷹羽邦彦（たかば くにひこ）
声 - 塩屋翼
蘭世のクラスの優等生。原作ではほとんど登場していない が、アニメでは登場回数が多い。
アニメで蘭世からは「邦彦くん」と名前で呼ばれ、俊と曜子からは「秀才」と呼ばれている。
蘭世とのデートを賭けて、俊とマラソン対決をしたこともある（結果は最下位）。
筒井圭吾（つつい けいご）
望里の小説『スーパーマント』が映画化された時にオーディションで主人公役に選ばれた青年。後に売れっ子俳優となる。A型。実家は小さな医院を営んでおり、心臓の手術を控えていた市橋なるみが入院していた。
スーパーマントのオーディションで服の胸ボタンに蘭世の髪が絡みつく。蘭世に一目惚れしたが振られる。スーパーマントの撮影時に、薬師寺ひろみ（※圭吾の相手役のアイドル）に変身した仮の姿だが、蘭世のファーストキスを奪った。
俊とは生い立ちが似ていたため馬が合う。実は筒井院長（後述）とは血がつながっていない。蘭世が魔界の追っ手から逃げている際に出くわし、魔界人の存在を知るも、彼女に協力する様になる。かつてもう1人の王子と疑われて殺されかけた。
第2部以降は俊と蘭世の結婚式出席や、DJとして活動する姿を披露するなどチョイ役で出ている。
河合ゆりえ（かわい ゆりえ）
蘭世達が通う聖ポーリア学園高等部の生徒会長。才色兼備なお嬢様で、周囲に恐れられている。AB型。
幼馴染の克を一途に想っている。後に蘭世の恋の相談相手となる。実は養女であり、本物の河合家の娘が生まれて間もなく死亡、母親も子が産めなくなった為に、良く似ていると言う理由で赤ん坊の頃孤児院から引き取られた。
日野克（ひの すぐる）
聖ポーリア学園高等部の生徒。B型。
俊が入学早々に創部したボクシング部に入部する。亡き母は河合家の使用人だった。ゆりえを好きだったが、住む世界が違うと身を引き、彼女に反抗的な態度を取る学園の問題児。俊の良き友人になる。

### なるみ・鈴世の友人
青柳幸太（あおやぎ こうた）
なるみと鈴世の幼馴染。1976年5月5日生まれ。牡牛座。AB型。鈴世の親友。
子供の頃からなるみを想っていたが、鈴世には敵わないと思っている。
鈴世が転入した日に喧嘩を仕掛けたが、軽くあしらわれた末に友人となる。江藤家へ遊びに行った際、蘭世の制服のスカートをめくり、怒った蘭世ととっくみ合いの大ゲンカをした。
中学では新聞部員で、校内に入ってくるマスコミから鈴世達をガードした。鈴世が魔界人と知ってもなお親友として理解を示したが、後に記憶は消される。二葉の隠れファン。成人後はスポーツ新聞の芸能記者になり二葉と結婚した。
しょうちゃん
なるみの同級生で演劇部仲間。眼鏡をかけている。
ミキ
なるみの同級生。第2部前半はロングヘアだったが後半はショートに。鈴世目当ての後輩女子達に「なるみと鈴世は婚約している」と言って追い払った。
安西二葉（あんざい ふたば）
裏の顔は我がまま放題のアイドル。1976年8月20日生まれ。獅子座。A型。
転校当初は鈴世のことを好きだったが、後になるみの親友となる。また、当初は大嫌いな相手だった幸太に次第に惹かれてゆく。チップルが密かに与えた想いヶ池の花の影響で鈴世へのアプローチがより大胆になり、江藤家がマスコミに注目され人外の存在とばれる遠因を作ってしまった。自身が主役の番外編では、夏休みにロケが始まった主演映画のロケ地で、自身にそっくりな宇宙人の少女と知り合い、彼女が自身の身代わりとしてロケに臨むが、地球人と似て非なる体質のために騒動になり、「安西二葉に宇宙人説」と報道されてしまう。
成人後は人気女優になり、なかなか結婚を切り出せなかったが、偽の記者会見を開き幸太にプロポーズ。そのまま結婚・引退した。
佐伯一郎（さえき いちろう）
なるみの後輩。なるみのことを好きになるが、鈴世には敵わないと悟る。鈴世に関する記憶を消されていた時期になるみに迫ったことがある。実は風間組組長の隠し子で、力の異母弟。母親からは父親は亡くなったと聞かされて育ったため、力との血縁を知らなかった。
神谷組に婿に入った力に代わり風間組の後継者となる。

### 愛良の友人
原田ユカ（はらだ ユカ）
愛良の幼稚園時代からの友達。完結編『星のゆくえ』には登場しない。

### その他の登場人物
筒井院長夫妻（つついいんちょうふさい）
筒井圭吾の両親。だが院長と圭吾に実は血の繋がりがない。
母親は院長と結婚する前、別の男性と交際していたが、その時に圭吾を身ごもり「子供は絶対に産む」と言い張り、相手の男性からは逃げるようにフラれた。ところが、その男性からエアメールが届き彼から「重い病を患い余命いくばくもない」事と、現地で読んだ日本の雑誌で圭吾が俳優デビューした事を知り、「一度だけでいい その子に会わせてくれないか」と書かれていた。
その手紙が届いたのと同時に、圭吾が帰宅しCM撮影で海外に行く事を話すと、院長から件の手紙を渡され、出生の秘密を知る事に。
シスター真壁（しすたー まかべ）
魔界を追放され、自身が暮らす修道院に倒れていたターナ（華枝）と俊を保護。記憶をなくしていた彼女に「華枝」の名前を付け、自らの養子にした。
『江藤蘭世の悶々』では、修道院を出て老人ホームで暮らしている事が明らかに。俊から蘭世と結婚する事を報告され、感謝と祝福の言葉を伝えた。
冥王（ノーゼ / ゾーン）
魔界侵略を企む冥界の王。
霊魂を思わせる不定形の存在で、「いれもの」と称する肉体に宿って活動する他、魔界人などほかの生物に憑依することもできる（ゾーンに憑依された者は、冥王の象徴である五角形の宝石の指輪を身につけている。）。蘭世の噛み付きや俊のテレパシーなど、魔界人の能力が通用しない。
2千年前、王位とランジェ、両方を手に入れたがっていたアレンの前に「ノーゼ」という名で現われ、自分の持ち込んだ樹の樹液をアレンに飲ませて操り、ジャンと対立するよう仕向けた。ジャン＝カルロによって一度は封印されるものの、次にアロンに呼びかけて封印を解かせ、偽りの言い伝えの中に存在する勇者「ゾーン」として復活、美しい女性の姿で大王をはじめとした多くの魔界人を魅了する。のちに男性の姿になるも、樹液と同じ効果を持つ魂が生えている木に想いヶ池の花 が寄生。木が枯れ始めたのと同時に、自身の顔が半分解けていき、「いれもの」が傷み出した事から、俊が江藤家を出て一人暮らしを始めたころに整形手術を受け、パンクロッカーのような風貌に。
西の魔女を配下に置き、かつてアレンに飲ませた樹液と同じ効果を持たせた魂を、蘭世や魔界人達に食べさせて操るなどして、魔界を壊滅状態に追い込む。俊とダークの尽力で退けられ再封印されたと思いきや、分裂した片割れが残っており、かつて人間界・魔界・冥界・天上界が一つだった頃の聖なる石の破片で出来た5つの指輪を集め、4つの世界を支配しようと企んだ。
第1部最終回の王位認証式を襲撃した最終決戦にて、蘭世と俊を狙った攻撃で二人を庇った魔界の王レドルフを消滅させるも、蘭世の「無償の愛」と生命の神の力により力を失い追放された。
俊とは2000年前のジャンとの因縁から何かと執着していた為、王位認証式を襲撃した際に見せしめで消滅させる最初の標的にしたのは、俊の想い人である蘭世だった。最終決戦で蘭世と対峙するが、冥王にすら慈悲の涙を流す蘭世の無償の愛に攻撃は無効化された。
最終決戦の後は「惣」という名の人間に生まれ変わり、神谷組に入り曜子のボディーガードとして人間界で暮らす。曜子に思いを寄せる（冥王だった頃はその気はなかったが、魔界の指輪を誤飲した曜子をさらったことで彼女や玉三郎に誤解されたことがあった。）が失恋。
ダーク＝カルロ
ルーマニアのマフィアのボス。1955年11月27日生まれ。射手座。A型。
ジャンの直系の子孫であるため、超能力が使え、金髪碧眼である事をのぞけば外見は俊とよく似ている。
俊の夢に閉じ込められて、同じ夢をみていたカルロの夢に瞬間移動した蘭世に運命的に出逢い、言葉が通じない蘭世にプロポーズを繰り返し、俊に怪我を負わせてまで拉致しようとするなど、あの手この手で蘭世を手に入れようとする。なお、蘭世と出会う前に離婚を経験している。
周囲に自分の同類がほとんどいなかったためか、孤高で影のある佇まいの持ち主。望里たちとの出会いを切っ掛けに魔界人たちに興味を示すようになり、俊とは互いをライバルとして認識する一方、奇妙な友情で結ばれていくようになる。マフィア同士の抗争で、修羅場・鉄火場をくぐり抜けてきたため度胸も風格も並外れているが、基本的に常識人なので魔界および魔界人の起こす理解を越えた事象には頭を抱えている。
冥王ゾーンとの最初の戦いで命を落とし、名誉の戦死として、魔界王家代々の墓に埋葬された。死後も天上界で蘭世達を見守っている。
『真壁俊の事情』では霊体のまま俊の元を訪れ、蘭世へのプロポーズを口うるさく催促するお節介な一面を見せた。
ベン＝ロウ
カルロ家の執事を勤める壮年男性。微弱ながら超能力があり、カルロ家の血縁である模様。
ダークの死後、魔力を失って江藤家を去ろうとしていた俊を影武者にすべく招くが、最終的に迎えに来た望里たちに説得され断念した。
別のマフィアがカルロ家を襲撃した際、蘭世は迎撃戦力としてマジックミラーでヨーコ犬とベンの分身を多数出したが、この大量分身には敵はおろかベン本人も気味悪がっていた。
番外編『真壁夫妻のハネムーン』では、ダークの跡を継ぎマフィアのボスになった。
ナディア
ダークの従妹。生前のダークに片思いしていた。ダークの面影を持つ俊にも迫るが、彼が蘭世のことを振り切れてないと感じ、迎えに来た蘭世との抱擁を見て失恋を確信した。
市橋（いちはし）先生
なるみの父。曜子や小笠原先生とは聖ポーリア学園中学の同僚。先妻（なるみの実母）とは学生同士の結婚だったが早くに先立たれ、母（なるみの祖母）と2人でなるみを育ててきた。なるみが中学生の頃、マナの養母である小夜子と再婚。
なるみが成人し、愛良たちが通う幼稚園に就職し教諭として働き始めた直後に、心臓病が再発した事を知り、ショックを受ける。
市橋なるみの祖母（いちはしなるみのそぼ）
なるみの祖母（市橋先生の母）。早くに妻を亡くした息子と2人で、なるみを育ててきた。
なるみが一時失った能力を取り戻すため用意していた、想いヶ池の花びらを浮かべた紅茶を誤って飲んでしまい、一時的に気持ちが若返り、派手目の服を着たり初恋の男性とデートに出かけたりして息子の頭を抱えさせた。
第3部からは、登場していない。
市橋小夜子（いちはし さよこ）
マナの養母。先夫と暮らしていた頃、庭でマナを見つけ娘として育てた。先夫と死別後、なるみが中学生の頃、彼女の父と再婚。
マナが聖ポーリア学園初等科に転校してすぐ、市橋家を訪ねて来た鈴世となるみの前でマナとチップルが妖精の証である、羽根が生えた現場を見て、ショックを受けるも「どんな事があっても あなたは私の娘よ!」と涙ながらに、マナを抱擁。
小笠原（おがさわら）先生
聖ポーリア学園中学の体育教師。曜子のワイルドぶりに一目ぼれしアプローチするが空回りを繰り返した挙句、彼女は力と復縁して失恋に終わった。
ドゥーサ
黒妖精の王。妖精界、人間界、魔界を支配しようとする。
敵を茸に変える、花（白妖精の活力源）を枯らす、人間社会に不和を掻き立てる といった魔法を使う。人間の負の感情をエネルギーとし、過去にも人間界の戦争を多数仕組んだと言う。気の強い女性が好みで、曜子やなるみを自分の妻に迎えようとする。
風間力以上の犬嫌い（黒妖精全体の弱点）。最終的には白妖精に光の輪を取り戻されて力を失い降参した。
水上亜流土（みなかみ アルド） / アルド
開陸の養父で、無実の罪を着せられ人間界に逃亡してきた元魔界人。普段は画家として生活しているが、周りの住人と付き合いがなく真壁家や江藤家へも冷たい態度をとっていた。
のちに自身の冤罪が晴らされた際、愛良の身分（魔界王家の直系親族である）を知り、慌てて平伏していた。
水上まりか（みなかみ まりか）
亜流土の実の娘で開陸の義妹、無の世界に投獄されていた。

## 書誌情報
- 池野恋 『ときめきトゥナイト』 集英社〈りぼんマスコットコミックス〉、全30巻
  1. 1982年11月15日発売[66]、ISBN 4-08-853247-3
  2. 1983年3月15日発売[67]、ISBN 4-08-853257-0
  3. 1983年8月12日発売[68]、ISBN 4-08-853271-6
  4. 1983年12月12日発売[69]、ISBN 4-08-853281-3
  5. 1984年4月13日発売[70]、ISBN 4-08-853292-9
  6. 1984年8月15日発売[71]、ISBN 4-08-853304-6
  7. 1984年11月15日発売[72]、ISBN 4-08-853313-5
  8. 1985年3月15日発売[73]、ISBN 4-08-853325-9
  9. 1985年7月15日発売[74]、ISBN 4-08-853337-2
  10. 1985年12月10日発売[75]、ISBN 4-08-853352-6
  11. 1986年4月15日発売[76]、ISBN 4-08-853364-X
  12. 1986年8月12日発売[77]、ISBN 4-08-853376-3
  13. 1986年12月10日発売[78]、ISBN 4-08-853388-7
  14. 1987年4月15日発売[79]、ISBN 4-08-853400-X
  15. 1987年7月15日発売[80]、ISBN 4-08-853410-7
  16. 1988年3月15日発売[81]、ISBN 4-08-853436-0
  17. 1988年8月12日発売[82]、ISBN 4-08-853453-0
  18. 1989年2月15日発売[83]、ISBN 4-08-853474-3
  19. 1989年7月14日発売[84]、ISBN 4-08-853489-1
  20. 1989年12月8日発売[85]、ISBN 4-08-853506-5
  21. 1990年5月15日発売[86]、ISBN 4-08-853523-5
  22. 1990年10月15日発売[87]、ISBN 4-08-853540-5
  23. 1992年2月14日発売[88]、ISBN 4-08-853598-7
  24. 1992年7月15日発売[89]、ISBN 4-08-853618-5
  25. 1992年10月15日発売[90]、ISBN 4-08-853632-0
  26. 1993年3月15日発売[91]、ISBN 4-08-853654-1
  27. 1993年9月14日発売[92]、ISBN 4-08-853686-X
  28. 1994年3月15日発売[93]、ISBN 4-08-853720-3
  29. 1994年8月10日発売[94]、ISBN 4-08-853747-5
  30. 1995年1月13日発売[95]、ISBN 4-08-853775-0
- 池野恋 『ときめきトゥナイト-星のゆくえ-』 集英社〈りぼんマスコットコミックス〉、2000年4月14日発売[96]、ISBN 4-08-856201-1
- 池野恋 『ときめきミッドナイト』 集英社〈りぼんマスコットコミックスクッキー〉、全9巻

- 池野恋 『ときめきトゥナイト 真壁俊の事情』 集英社〈りぼんマスコットコミックス〉、2013年8月9日発売[97]、ISBN 978-4-08-867290-8
- 池野恋 『ときめきトゥナイト 江藤望里の駆け落ち』 集英社〈りぼんマスコットコミックス〉、2015年4月24日発売[98]、ISBN 978-4-08-867370-7
- 池野恋 『ときめきトゥナイト 江藤蘭世の宝箱』 集英社〈りぼんマスコットコミックス〉、2019年7月18日発売[99]、ISBN 978-4-08-867557-2
- 池野恋 『ときめきトゥナイト それから』 集英社〈りぼんマスコットコミックス〉、既刊5巻（2025年7月25日現在）
  1. 2022年3月25日発売[100]、ISBN 978-4-08-867669-2
  2. 2023年1月25日発売[101]、ISBN 978-4-08-867715-6
  3. 2023年11月24日発売[102]、ISBN 978-4-08-867743-9
  4. 2024年9月4日発売[103]、ISBN 978-4-08-867775-0
  5. 2025年7月25日発売[104]、ISBN 978-4-08-867812-2

### 文庫版
- 池野恋 『ときめきトゥナイト』 集英社〈集英社文庫〉、全16巻
  1. 1998年10月16日発売[105]、ISBN 4-08-617421-9
  2. 1998年10月16日発売[106]、ISBN 4-08-617422-7
  3. 1998年12月11日発売[107]、ISBN 4-08-617423-5
  4. 1998年12月11日発売[108]、ISBN 4-08-617424-3
  5. 1999年1月14日発売[109]、ISBN 4-08-617425-1
  6. 1999年1月14日発売[110]、ISBN 4-08-617426-X
  7. 1999年2月18日発売[111]、ISBN 4-08-617427-8
  8. 1999年2月18日発売[112]、ISBN 4-08-617428-6
  9. 2000年4月18日発売[113]、ISBN 4-08-617553-3
  10. 2000年4月18日発売[114]、ISBN 4-08-617554-1
  11. 2000年6月16日発売[115]、ISBN 4-08-617555-X
  12. 2000年6月16日発売[116]、ISBN 4-08-617556-8
  13. 2000年8月11日発売[117]、ISBN 4-08-617557-6
  14. 2000年8月11日発売[118]、ISBN 4-08-617558-4
  15. 2000年10月18日発売[119]、ISBN 4-08-617559-2
  16. 2000年10月18日発売[120]、ISBN 4-08-617560-6

### 廉価版
- 池野恋 『ときめきトゥナイト』 集英社〈(SHUEISHA Girls Remix〉、全5巻
  1. 「キュートなバンパイア編」2002年8月発行、ISBN 4-08-106236-6
  2. 「魔界の王子アロン登場！編」2002年8月発行、ISBN 4-08-106249-8
  3. 「もうひとりの王子の謎編」2002年9月発行、ISBN 4-08-106257-9
  4. 「真壁君の危機編」2002年9月発行、ISBN 4-08-106265-X
  5. 「魔界は大パニック編」2002年9月発行、ISBN 4-08-106273-0
- 池野恋 『ときめきトゥナイト 謎の超能力者・カルロ登場！編』 集英社〈(SHUEISHA Girls Remix〉、2004年2月発行、ISBN 4-08-106595-0
- 池野恋 『ときめきトゥナイト 冥王ゾーンの復活！編』 集英社〈(SHUEISHA Girls Remix〉、2004年2月発行、ISBN 4-08-106606-X
- 池野恋 『ときめきトゥナイト 魔界の大ピンチ！？編』 集英社〈(SHUEISHA Girls Remix〉、2004年3月発行、ISBN 4-08-106615-9

### 新装版
- 池野恋 『ときめきトゥナイト 新装版』 集英社〈りぼんマスコットコミックス〉、全12巻
  1. 2011年11月15日発売[121]、ISBN 978-4-08-867156-7
  2. 2011年11月15日発売[122]、ISBN 978-4-08-867157-4
  3. 2011年12月15日発売[123]、ISBN 978-4-08-867164-2
  4. 2011年12月15日発売[124]、ISBN 978-4-08-867165-9
  5. 2012年1月13日発売[125]、ISBN 978-4-08-867172-7
  6. 2012年1月13日発売[126]、ISBN 978-4-08-867173-4
  7. 2012年2月15日発売[127]、ISBN 978-4-08-867178-9
  8. 2012年2月15日発売[128]、ISBN 978-4-08-867179-6
  9. 2012年3月15日発売[129]、ISBN 978-4-08-867188-8
  10. 2012年3月15日発売[130]、ISBN 978-4-08-867189-5
  11. 2012年4月13日発売[131]、ISBN 978-4-08-867196-3
  12. 2012年4月13日発売[132]、ISBN 978-4-08-867197-0

### ノベライズ
- 池野恋（原作）/ 田中雅美（著） 『ときめきトゥナイト 新装版』 集英社〈コバルト文庫 Cobalt-pinky-ribon〉、全5巻
  1. 1993年3月発行、ISBN 4-08-611735-5
  2. 1993年8月発行、ISBN 4-08-611770-3
  3. 1994年1月発行、ISBN 4-08-611814-9
  4. 1994年4月発行、ISBN 4-08-611840-8
  5. 1994年11月発行、ISBN 4-08-614015-2

### 関連書籍
- 池野恋 『ときめきトゥナイトロマンチックアルバム』 集英社〈愛蔵版コミックス〉、2000年10月発行、ISBN 4-08-782128-5

## テレビアニメ
アニメは日本テレビ系列で1982年10月7日から1983年9月22日に毎週木曜19:00 - 19:30枠にて放送された。全34話。10年3ヶ月に渡って放送された教養番組『驚異の世界・ノンフィクションアワー』の後番組として開始されたが、本枠でのアニメは、読売テレビ制作の『タイガーマスク』以来11年振り、日本テレビ制作では1959年5月 - 12月放送の海外作品『ベティちゃん』以来実に22年10ヶ月ぶりで、国産では初であった。
同時期に開始した『忍者マン一平』と『一ッ星家のウルトラ婆さん』（読売テレビ制作）が13回で打ち切り後も、本番組は放送されたが、ナイターシーズン中はプロ野球中継で中断する事も多く、1983年4月は1回だけの放送、そして同年8月に至っては1回も放送されず、翌1984年やその翌年の1985年でも、次々作『ミッキーマウスとドナルドダック』は8月は全く放送されなかった。
なお開始した1982年10月7日は、TBSで『パリンコ学園No.1』、フジテレビで『スペースコブラ』、テレビ東京で『サイボットロボッチ』と、テレビ朝日（この時間帯は『タイムショック』だった）を除く各局でこれらの新番組が裏番組として放送をスタートした。
後にCS局の日テレプラスや、BS局のBSアニマックスなどで、デジタルリマスター版が再放送に準じた形で放送されている。
2009年7月には、テレビシリーズ全34話と総集編2話を収録したDVD-BOXがリリースされた。

### スタッフ
- 原作 - 池野恋
- 総監督 - 笹川ひろし
- シリーズ文芸構成 - 岡部俊夫
- 音楽 - 大谷和夫
- 美術監督 - 門野真理子
- チーフディレクター - 永丘昭典
- プロデューサー - 初川則夫（日本テレビ）、大野実（読売広告社）、藤原正道（東宝）、対木重次（グループ・タック）
- 制作 - 大橋雄吉（東宝）、田代敦巳（グループ・タック）
- 総作画監督 - 高沢孫一
- 動画チェック - 安西慶江
- 色彩設計 - 横瀬瑠美子
- タイトルアニメーション - 杉井ギサブロー
- 編集 - 古川雅士
- タイトル - 片山悟
- 現像 - 東洋現像所
- 音響制作 - ザック・プロモーション
- 音響監督 - 藤山房延
- 効果 - 加藤昭二（アニメサウンドプロダクション）
- 録音 - 伊東忠美
- 制作担当 - 金正廣
- 制作進行 - 篠原昭、小泉淑子、須崎博志、菅原啓太、豊住政弘
- 代理店 - 読売広告社
- 製作 - 東宝株式会社、グループ・タック

### 主題歌
オープニングテーマ - 『ときめきトゥナイト』
テレビサイズではフルサイズの2番の歌詞が使用されている。
エンディングテーマ - 『Super Love Lotion（スーパー・ラブ・ローション）』
テレビサイズでは一部の歌詞が省略されたバージョンが使用されている。
2曲とも、作詞・作曲 - 古田喜昭 / 編曲 - 大村雅朗 / 歌 - 加茂晴美
上記2曲を収録したEPレコードは、ビクター音楽産業より発売された。上記2曲や『ゴールドライタン』『戦国魔神ゴーショーグン』『まいっちんぐマチコ先生』などの主題歌を収録したCD『アニメ・サウンド・ミュージアム VOL.1』も、1994年にビクターから発売されている。

### 放送リスト
| 話数 | 初回放送日     | サブタイトル                   | 脚本            | コンテ     | 演出       | 作画監督 |
| ---- | -------------- | ------------------------------ | --------------- | ---------- | ---------- | -------- |
| 1    | 1982年 10月7日 | エトランゼの秘密               | 岡部俊夫        | 笹川ひろし | 棚橋一徳   | 高沢孫一 |
| 2    | 10月14日       | 魔界への扉                     | 岡部俊夫        |            | 芝山努     | 吉本桂子 |
| 3    | 10月21日       | バスルームの危機               | 岡部俊夫        | 九代三留   | 棚橋一徳   | 木場田実 |
| 4    | 10月28日       | 小さな友情                     | 小山高男        |            | 永丘昭典   | 高沢孫一 |
| 5    | 11月4日        | ランゼ魔界へ行く               | 岡部俊夫        | 芝山努     | 吉本桂子   |          |
| 6    | 11月11日       | 霧の夜のロマンス               | 筒井ともみ      | 小暮輝夫   | 川端蓮司   | 古川達也 |
| 7    | 11月18日       | 恐怖の文化祭                   | 五武冬史        | 石黒昇     | 棚橋一徳   | 高野登   |
| 8    | 11月25日       | 恋のアクションカメラ           | 三宅直子        |            | 芝山努     | 吉本桂子 |
| 9    | 12月2日        | 玉三郎の恋                     | 酒井あきよし    | 石黒昇     | 棚橋一徳   | 木場田実 |
| 10   | 12月9日        | 透明少女ミエール               | 酒井あきよし    | 芝山努     | 永丘昭典   | 細谷秋夫 |
| 11   | 12月16日       | 満月の誕生日                   | 小山高男        | 永丘昭典   | 川端蓮司   | 古川達也 |
| 12   | 12月23日       | うふッ!? ランゼのお願い        | 筒井ともみ      |            | 芝山努     | 吉本桂子 |
| 13   | 1983年 1月6日  | 白い恋人達                     | 五武冬史        | 今川泰宏   | 棚橋一徳   | 高野登   |
| 14   | 1月13日        | 見た!! ランゼはたぬき          | 酒井あきよし    |            | 望月智充   | 吉本桂子 |
| 15   | 1月20日        | 裸でごめんなさい               | 岡部俊夫        | 永丘昭典   | 細谷秋夫   |          |
| 16   | 1月27日        | 恋の青春ランナー               | 酒井あきよし    | 田代文夫   | 棚橋一徳   | 木場田実 |
| 17   | 2月3日         | 浮気な魔術師                   | 筒井ともみ      | 古沢日出夫 | 小熊公晴   | 小林勝利 |
| 18   | 2月10日        | 恋のタイトルマッチ             | 三宅直子        | 望月智充   | 芝山努     | 吉本桂子 |
| 19   | 2月17日        | センチメンタル大巨人           | 今井詔二        | やすみ哲夫 | 永丘昭典   | 細谷秋夫 |
| 20   | 2月24日        | 大混乱! ランゼがいっぱい       | 酒井あきよし    |            | 永丘昭典   | 細谷秋夫 |
| 21   | 3月3日         | E.Tからのラブレター            | 今井詔二        | 遠藤克己   | 吉田健二郎 | 小林勝利 |
| 22   | 3月10日        | ドキドキ! パジャマゲーム       | 筒井ともみ      | やすみ哲夫 | 永丘昭典   | 細谷秋夫 |
| 23   | 3月17日        | サンドの恋の物語               | 五武冬史        |            | 望月智充   | 吉本桂子 |
| 24   | 3月24日        | 熱愛! 魔界大戦                 | 岡部俊夫        | 永丘昭典   | 我妻宏     |          |
| 25   | 3月31日        | 見られた変身! 俊を殺して       | 岡部俊夫        | 永丘昭典   | 芝山努     | 細谷秋夫 |
| 26   | 4月28日        | 処刑戦艦! スペースウォーズ     | 岡部俊夫        | 永丘昭典   |            | 香西隆男 |
| 27   | 5月5日         | 激突・ロッキーVS俊             | 今井詔二 石川良 | 望月智充   | 吉本桂子   |          |
| 28   | 5月19日        | つっぱりエンジェル恋のハンター | 今井詔二 石川良 | やすみ哲夫 | 永丘昭典   | 細谷秋夫 |
| 29   | 6月9日         | ショック! 未来との遭遇         | 岡部俊夫        |            | 芝山努     | 吉本桂子 |
| 30   | 6月16日        | 王子からの暗殺指令             | 三宅直子        | 青木悠三   | 永丘昭典   | 香西隆男 |
| 31   | 6月23日        | 帰ってきた渡り鳥               | 岡部俊夫 五木卓 |            | 望月智充   | 吉本桂子 |
| 32   | 7月7日         | 冒険! 恋人たちの島             | 今井詔二 石川良 | 永丘昭典   | 細谷秋夫   |          |
| 33   | 7月28日        | マンガときめき昔話             | 五武冬史        | 永丘昭典   | 香西隆男   |          |
| 34   | 9月22日        | 恋して! 愛して! 三角関係       | 岡部俊夫        | 永丘昭典   | 望月智充   | 吉本桂子 |

### 関連エピソード
- スポンサーであったタカラより主人公・蘭世の着せ替え人形「ときめきランゼ」が発売されるも、タカラの人気商品バービー（後のジェニー）の仕様変え商品であった為、蘭世と全く似ていなかったが、黒髪のバービーとして、バービーブームの頃は価格が高騰していた。
- 番組内では、井上純一が出演する「りぼん」のビデオCMが放送された。

### 放送局
本放送時点での日本テレビの該当時間帯は一部の局では完全ローカルセールスか部分スポンサードネット（ローカルスポンサーと混在）だったため、放送しなかったか、別の時間帯で遅れネットとした系列局も少なくない上、日本テレビ系列局が所在しながら、同地域内の別のテレビ局で放送されたケースもあった。
特筆の無い限り全て日本テレビ系列フルネット局。放送日時は個別に出典が掲示されているものを除き、1982年11月中旬 - 12月上旬時点のものとする。
| ネット状況 | 放送時間                  | 放送局             | 対象地域   | 備考 |
| ---------- | ------------------------- | ------------------ | ---------- | --- |
| 同時ネット | 木曜 19:00 - 19:30        | 日本テレビ         | 関東広域圏 | 制作局 |
|            |                           | 札幌テレビ         | 北海道     | |
|            |                           | ミヤギテレビ       | 宮城県     | |
|            |                           | 福島中央テレビ     | 福島県     | |
|            |                           | テレビ新潟         | 新潟県     | |
|            |                           | テレビ信州         | 長野県     | 放送当時はテレビ朝日系列とのクロスネット |
|            |                           | 静岡第一テレビ     | 静岡県     | |
|            |                           | 中京テレビ         | 中京広域圏 | |
|            |                           | よみうりテレビ     | 近畿広域圏 | |
|            |                           | 広島テレビ         | 広島県     | |
|            |                           | くまもと県民テレビ | 熊本県     | |
|            |                           | 山形テレビ         | 山形県     | 放送当時はフジテレビ系列 本来の系列局である山形放送が当時、テレビ朝日系列とのクロスネットだったことに伴う措置 これに伴い、『スペースコブラ』は時差ネットで対応。 |
| 遅れネット | 水曜 17:15 - 17:45        | 青森放送           | 青森県     | 放送当時はテレビ朝日系列とのクロスネット 1982年11月3日から放送                                                                                                   |
|            | 木曜 17:00 - 17:30        | テレビ岩手         | 岩手県     | |
|            | 月曜 - 金曜 5:55 - 6:25   | 秋田テレビ         | 秋田県     | フジテレビ系列・テレビ朝日系列とのクロスネット 本来の系列局である秋田放送では未放送 本放送終了後の1985年9月13日まで放送                                          |
|            | 水曜 17:30 - 18:00        | 北日本放送         | 富山県     | 1982年11月10日開始、1983年4月20日打ち切り |
|            | 月曜 - 木曜 16:55 - 17:25 | 石川テレビ         | 石川県     | 1984年2月1日から4月16日まで放送 |
|            | 木曜 17:25 - 17:55        | 南日本放送         | 鹿児島県   | TBS系列 1982年11月25日から放送 本来の系列局である鹿児島テレビがクロスネットで放映枠が確保できなかったことに伴う措置                                              |

## その他
- 2015年1月1日から3月31日にかけて、作者・池野恋の出身地である岩手県において「いわて冬季観光キャンペーン ときめきいわて」が開催された。このキャンペーンは当作品とのコラボレーション企画となっており[146]、第1部のキャラクターである江藤蘭世、真壁俊、神谷曜子の3人が登場した。